# Canal d'Alzina
La Canal d'Alzina, és una canal del terme municipal de Conca de Dalt, al Pallars Jussà, a l'antic terme d'Hortoneda de la Conca, en territori de l'antic territori de Perauba.
Està situada al nord-est del Montpedrós, al nord del Roc de Sant Cristòfol i del Feixanc de Montpedrós.